# Județ de Gorj
Gorj est un județ de Roumanie situé en Olténie, au sud du pays.
Son chef-lieu est Târgu Jiu.

## Liste des municipalités, villes et communes

### Municipalités
(population en 2011)
- Târgu Jiu (82 504)
- Motru (19 079)

### Villes
(population en 2011)
- Rovinari (11 816)
- Bumbești-Jiu (8 932)
- Târgu Cărbunești (8 034)
- Tismana (7 035)
- Novaci (5 431)
- Țicleni (4 414)
- Turceni (7 269)

### Communes
- Albeni
- Alimpești
- Aninoasa
- Arcani
- Baia de Fier
- Bălănești
- Bălești
- Bărbătești
- Bâlteni
- Bengești-Ciocadia
- Berlești
- Bolboși
- Borăscu
- Brănești
- Bumbești-Pițic
- Bustuchin
- Căpreni
- Cătunele
- Câlnic
- Ciuperceni
- Crasna
- Crușeț
- Dănciulești
- Dănești
- Drăgotești
- Drăguțești
- Fărcășești
- Glogova
- Godinești
- Hurezani
- Ionești
- Jupânești
- Lelești
- Licurici
- Logrești
- Mătăsari
- Mușetești
- Negomir
- Padeș
- Peștișani
- Plopșoru
- Polovragi
- Prigoria
- Roșia de Amaradia
- Runcu
- Samarinești
- Săcelu
- Săulești
- Schela
- Scoarța
- Slivilești
- Stănești
- Stejari
- Stoina
- Telești
- Turburea
- Turcinești
- Țânțăreni
- Urdari
- Văgiulești
- Vladimir

## Histoire
Le județ du Gorj (ou « haut-Jiu ») figure dès le XVe siècle sur les anciennes cartes de la Valachie (une des deux Principautés danubiennes). Il fut une subdivision administrative de la Valachie de 1330 à 1859, de la Principauté de Roumanie de 1859 à 1881, du Royaume de Roumanie de 1881 à 1948, puis de la République « populaire » roumaine de 1949 à 1952. Entre 1952 et 1975 le județ cessa d'exister, le régime communiste ayant remplacé les județe par des régions plus grandes. En 1975, le județ est rétabli dans ses limites actuelles (très proches des précédentes) par la République socialiste de Roumanie (1968 à 1989), et c'est, depuis 1990, une subdivision territoriale de la Roumanie. Comme toute la Roumanie, le territoire du județ du Gorj a subi les régimes dictatoriaux carliste, fasciste et communiste de février 1938 à décembre 1989, mais connaît à nouveau la démocratie depuis 1990. Initialement il était gouverné par un jude (à la fois préfet et juge suprême) nommé par les hospodars de Valachie, puis par un prefect choisi par le premier ministre et nommé par le roi jusqu'en 1947, puis par le secrétaire général județean (départemental) de la section locale du Parti communiste roumain, choisi par le Comité central, et enfin, depuis 1990, à nouveau par un prefect assisté d'un président du conseil județean (départemental) élu par les conseillers, eux-mêmes élus par les électeurs.

## Politique
| Parti | Parti                           | Sièges |
| ----- | ------------------------------- | ------ |
|       | Parti social-démocrate (PSD)    | 16     |
|       | Parti national libéral (PNL)    | 11     |
|       | Parti Mouvement populaire (PMP) | 3      |
|       | Pro Romania (PRO)               | 2      |